# 20063 Kanakoseki
A 20063 Kanakoseki (ideiglenes jelöléssel (20063) 1993 RC4) egy kisbolygó a Naprendszerben. Eric Walter Elst fedezte fel 1993. szeptember 15-én.